# Romuald Giulivo
 (mai 2020).
Romuald Giulivo, né le 9 janvier 1973 à Provins, est un romancier français. Il a publié plusieurs ouvrages pour adolescents et pour adultes.

## Biographie
Né à Provins, diplômé de l'École Nationale de Techniques Avancées, Romuald Giulivo a exercé la profession d'architecte naval, avant de se consacrer entièrement à la littérature et aux musiques expérimentales,.
Ses ouvrages jeunesse sont pour l'essentiel publiés à l'École des Loisirs,.
En 2020, il publie un premier roman pour adultes aux éditions Anne Carrière : L'Île d'elles.
En 2023, il fait une entrée remarquée dans le monde de la bande dessinée en scénarisant Le Dernier Jour de Howard Phillips Lovecraft, avec le Polonais Jakub Rebelka au dessin,.
En parallèle de ces activités d'écriture, il a fondé un opérateur culturel, Un Autre Monde consacré à la création et la diffusion de lectures à voix haute autour des œuvres d'un collectif d'auteurs et d'artistes.

## Œuvres
- Pur sang, Éditions du Rouergue, 2024
- Le Dernier Jour de Howard Phillips Lovecraft, 404 Graphic, 2023[11]
- L’île d’elles, Anne Carrière, 2020
- Sans un mot, École des loisirs, 2019[12]
- Pépee, La part sauvage de Léo Ferré, Fidèle éditions, 2018 (avec Adrien Demont au dessin)[13]
- Où es-tu Britannicus ?, École des loisirs, 2013[14]
- Comme une flamme, École des loisirs, 2010
- Pyromane, École des loisirs, 2008[15]
- Là-bas, École des loisirs, 2006[16]
- Le Festin des âmes, Bayard jeunesse, 2003
- L'Opéra des fous, Bayard jeunesse, 2003[17]
- Le Sourire de sang, Bayard jeunesse, 2001[18]